# Abdessamad Oukhelfen
Abdessamad Oukhelfen Ben Haddou (* 18. Dezember 1998 in Ksar Iminouzrou) ist ein spanischer Leichtathlet marokkanischer Herkunft, der sich auf den Langstreckenlauf spezialisiert hat.

## Sportliche Laufbahn
Erste internationale Erfahrungen sammelte Abdessamad Oukhelfen im Jahr 2019, als er bei den U23-Europameisterschaften in Gävle in 14:17,23 min die Bronzemedaille im 5000-Meter-Lauf hinter den Franzosen Jimmy Gressier und Hugo Hay gewann und über 10.000 Meter in 28:54,19 min den fünften Platz belegte. Im Dezember gewann er bei den Crosslauf-Europameisterschaften in Lissabon nach 24:34 min die Bronzemedaille im U23-Rennen hinter Gressier und dem Serben Elzan Bibić. 2021 siegte er in 29:23 min beim Cross Internacional de La Constitucion Alcobendas und anschließend gelangte er bei den Crosslauf-Europameisterschaften in Dublin mit 31:03 min auf Rang zwölf und gewann in der Teamwertung die Silbermedaille hinter dem Team aus Frankreich. Im Jahr darauf klassierte er sich bei den Europameisterschaften in München mit 13:33,63 min auf dem zwölften Platz über 5000 Meter. Im Dezember wurde er bei den Crosslauf-Europameisterschaften in Turin nach 30:08 min Zehnter im Einzelrennen und gewann in der Teamwertung die Bronzemedaille hinter den Mannschaften aus Frankreich und Italien. Bei den Crosslauf-Weltmeisterschaften 2023 im australischen Bathurst gelangte er nach 32:05 min auf den 42. Platz und bei den Crosslauf-Europameisterschaften in Brüssel belegte er in 30:40 min den siebten Platz. 2024 belegte er bei den Europameisterschaften in Rom in 28:10,97 min den achten Platz über 10.000 Meter und anschließend wurde er bei den Olympischen Sommerspielen in Paris in 28:21,90 min 21. Im Dezember wurde er bei den Crosslauf-Europameisterschaften in Antalya in 22:45 min Achter im Einzelrennen und sicherte sich in der Teamwertung die Goldmedaille. 
Bei den erstmals ausgetragenen Straßenlauf-Europameisterschaften 2025 in Löwen kam er über 10 km nicht ins Ziel.
2020 wurde Oukhelfen spanischer Meister im 5000-Meter-Lauf.

## Persönliche Bestzeiten
- 3000 Meter: 7:45,21 min, 22. September 2020 in Barcelona
  - 3000 Meter (Halle): 7:45,99 min, 7. Februar 2025 in Valencia
- 5000 Meter: 13:17,95 min, 8. September 2020 in Ostrava
- 10.000 Meter: 27:36,23 min, 18. Mai 2024 in London
- 10-km-Straßenlauf: 27:44 min, 14. Januar 2024 in Valencia